# Deep Space Climate Observatory

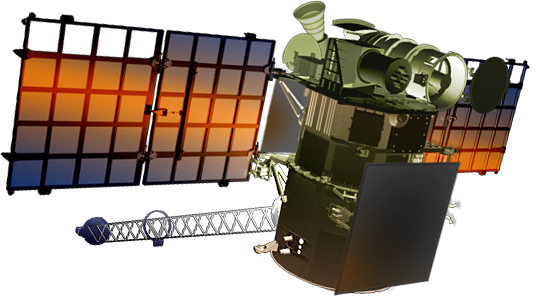
DSCOVR

Deep Space Climate Observatory (DSCOVR) (anteriormente conhecido como Triana, extra-oficialmente conhecido como GoreSat) é um satélite artificial de observação da Terra e do clima espacial da NOAA, lançado pela SpaceX em um veículo de lançamento Falcon 9 em 11 de fevereiro de 2015, a partir do Centro Espacial John F. Kennedy, em Cabo Canaveral, Flórida, Estados Unidos.
Ele foi originalmente desenvolvido como um satélite da NASA, proposto em 1998 pelo então vice-presidente Al Gore para o propósito de observar o planeta Terra. Ele está em uma órbita há 1,5 milhão quilômetros da Terra, para monitorar a condição variável do vento solar, fornecer avisos antecipados de aproximações de ejeções de massa coronal e observar fenômenos na Terra, incluindo mudanças na camada de ozônio, aerossóis, poeira e cinzas vulcânicas, a altura das nuvens, a cobertura vegetal e o clima. A sonda tem uma visão contínua do Sol e do lado iluminado da Terra. O satélite envia imagens sobre do planeta a cada duas horas e é capaz de processá-las mais rapidamente do que outros satélites de observação.